# Prince of Wales Medal
La Prince of Wales Medal era una medaglia concessa dal governo britannico nel 1876 in occasione della proclamazione della visita del principe di Galles in India compiuta tra il 1875 ed il 1876, in preparazione della proclamazione della regina Vittoria a imperatrice d'India l'anno successivo.

## Storia
La medaglia venne istituita in occasione del viaggio di Alberto Edoardo, principe di Galles, in India, tra il 1875 ed il 1876, in preparazione alla proclamazione della regina Vittoria a imperatrice d'India il 1º gennaio 1877. La medaglia venne concessa a principi indiani, ufficiali meritevoli e soldati selezionati, come alto segno di riconoscenza.

## Insegne
- La medaglia consiste in un ovale in oro o argento, avente sul fronte l'immagine del principe del Galles, Alberto Edoardo, di profilo, attorniato da una corona d'alloro. Il retro presenta invece una serie di ovali concentrici: il primo riporta l'inscrizione "H.R.H. ALBERT EDWARD PRINCE OF WALES INDIA 1875-6", il secondo è costituito da un intreccio di rose Tudor, il terzo dalla giarrettiera dell'ordine omonimo con inscritto il motto "HONI SOIT QUI MAL Y PENSE". Al centro si trova un ovale con le tre piume di struzzo, simboli del principe di Galles. La medaglia è sostenuta al nastro tramite una corona reale inglese.
- Il nastro è bianco.